# قنبلة مارك 82
قنبلة مارك 82 (بالإنجليزية: Mark 82 bomb)‏ هي قنبلة متعددة الأغراض حرة الإسقاط غير موجهة، تعد جزءًا من سلسلة قنابل مارك 80 الأمريكية وأكثرها شيوعاً، تزن القنبلة 500 رطل (241 كجم) منها 89 كجم وزن المادة المتفجرة وهي حشوة متفجرة شديدة الانفجار.